# Évènement climatique de 5900 AP

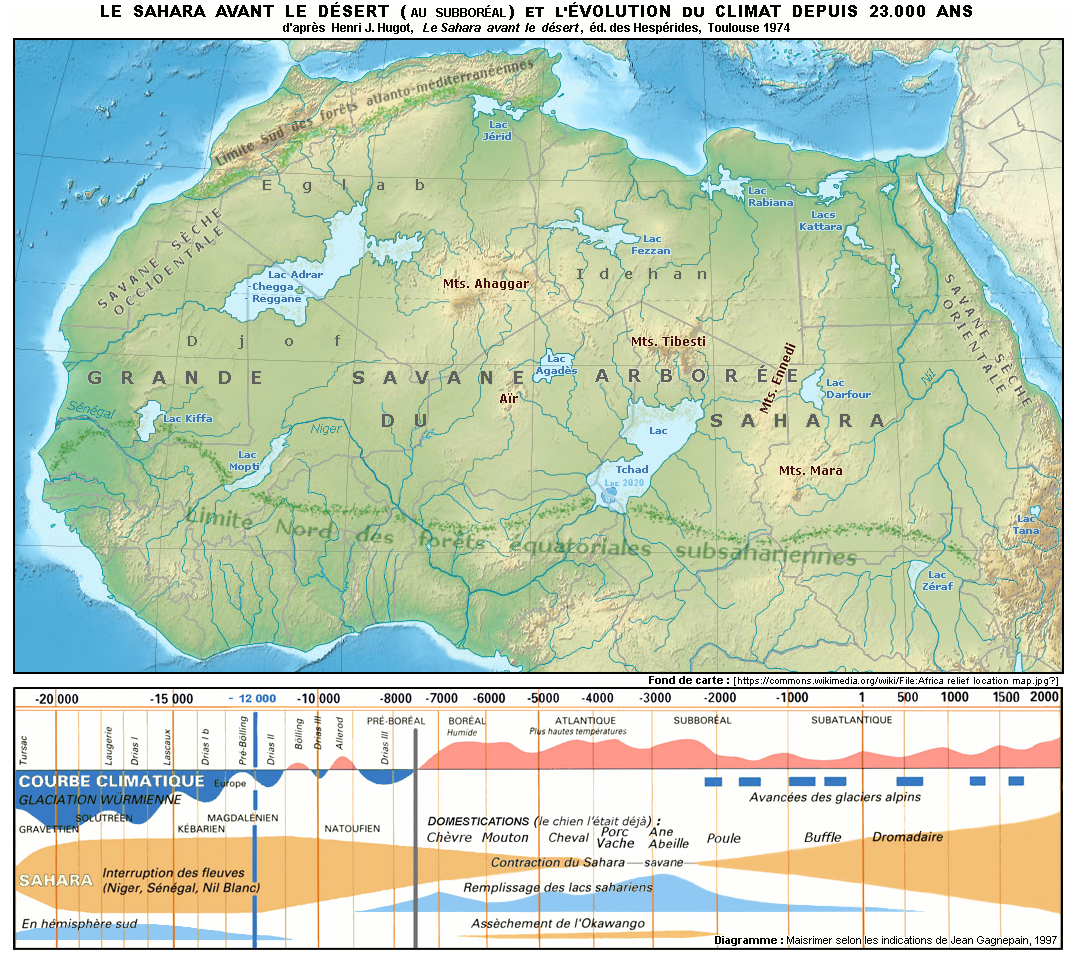
Le « Sahara vert » d'avant l'évènement climatique de 5900 AP : la végétation était de type savane arborée et la faune, attestée par les restes fossiles et l'art rupestre, comprenait des autruches, des gazelles, des bovins, des girafes, des rhinocéros, des éléphants, des hippopotames, des crocodiles…

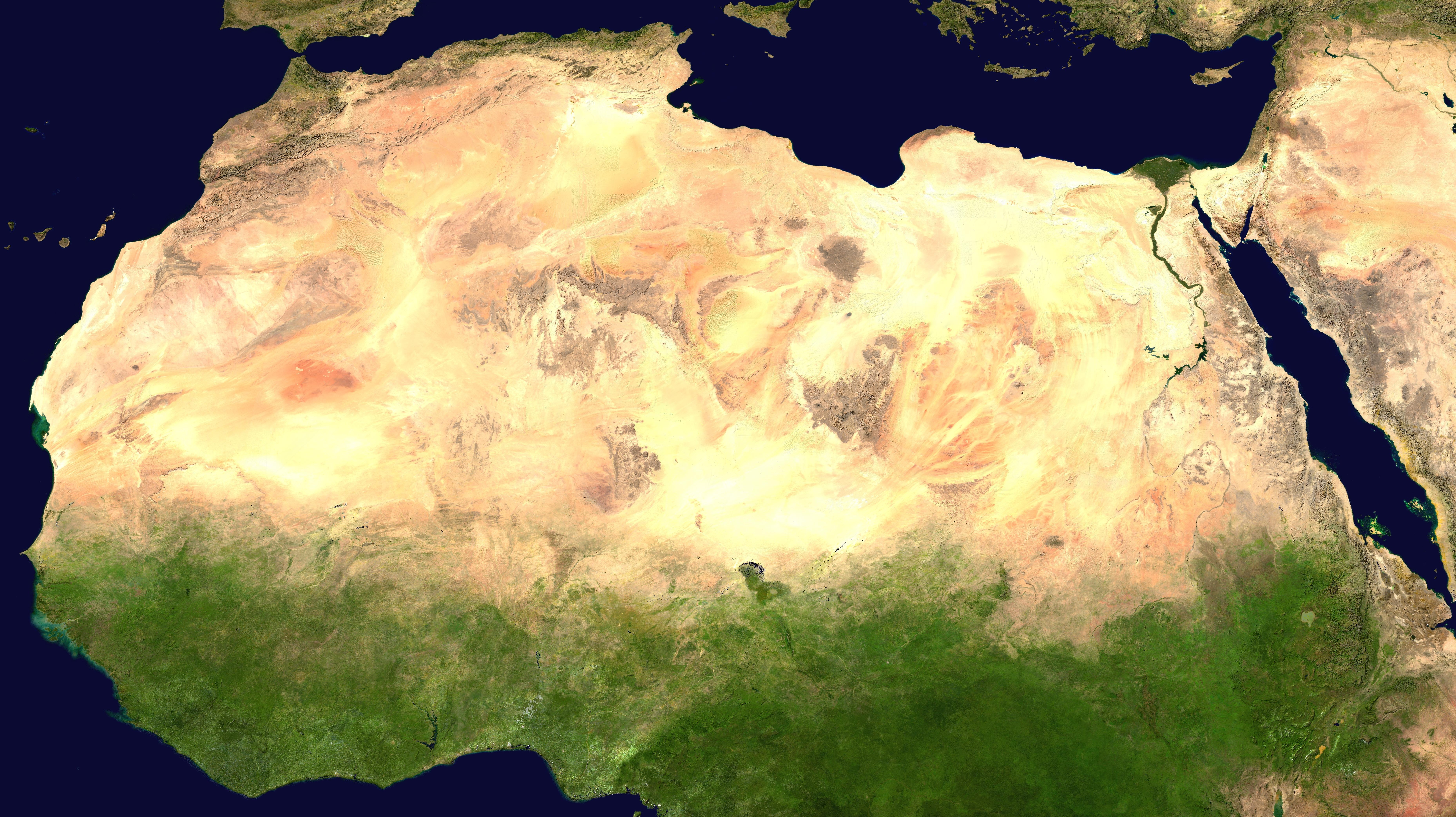
Image satellite du Sahara. La forêt du bassin du Congo est au sud.

L'évènement climatique de 5900 AP est l'un des plus intenses épisodes d'aridité de l'Holocène. Il se produit vers 3900 av. J.-C. et constitue une césure dans le Subpluvial néolithique, dernier cycle de l'effet de pompe du Sahara. Il s'accompagne de cinq siècles de climat froid aux latitudes septentrionales. Il aurait entrainé des migrations humaines vers le Nil, qui auraient débouché sur l'émergence de sociétés pré-étatiques en Égypte au IVe millénaire av. J.-C.. Il a peut-être contribué au déclin de l'Europe néolithique et aux premières migrations indo-européennes dans les Balkans, depuis la steppe pontique.

## Causes
Un modèle, proposé par Claussen et alii en 1999, avance une désertification rapide, associée à des interactions entre la végétation et l'atmosphère, à la suite d'un refroidissement climatique, le quatrième événement de Bond. Bond et alii ont identifié en 1997 un épisode glaciaire ainsi que d'autres évènements s'étant produits dans l'Atlantique nord il y a 5 900 ans, qui indiquent qu'il existerait un cycle quasi périodique de refroidissements survenant tous les 1 500 ans ±500 ans, nommés « évènements de Bond »,.
Tous les évènements arides antérieurs (y compris l'événement climatique de 8200 AP) ont été suivis par le retour d'une pluviométrie abondante, comme en témoignent les nombreuses preuves de l'existence d'un Sahara humide (« Sahara vert ») entre 7500 et 4000 av. J.-C.. Cependant, il semble que l'évènement de 5900 AP n'ait été suivi, au mieux, que d'une restauration partielle des conditions humides. Ainsi, en 1998 Cremaschi décrit des signes d'aridification rapide dans le Tadrart Acacus au sud-ouest de la Libye, sous la forme d'une érosion éolienne accrue, d'incursions de sable et de l'effondrement des toits des abris sous roche. L'évènement climatique de 5900 AP a également été enregistré comme un évènement froid dans les sédiments du lac Erhai, en Chine.

## Effets
En Mésopotamie, l'évènement climatique correspond à la fin de la période d'Obeïd, au début de la période d'Uruk, et à l'émergence des premières sociétés organisées sous forme de cités-États, sur le Tigre et l'Euphrate, en Basse Mésopotamie.
En Libye, la sécheresse aurait déclenché des migrations vers le Nil, ce qui aurait conduit à l'émergence de sociétés pré-étatiques en Égypte au IVe millénaire av. J.-C..
Accompagnée d'un refroidissement climatique en Europe, la sécheresse aurait contribué au déclin de l'Europe néolithique et aux premières migrations indo-européennes dans les Balkans, depuis la steppe pontique. Aux alentours de 4200 à 4100 av. J.-C., l'Europe connait des hivers plus froids. Entre 4200 et 3900 av. J.-C., de nombreuses implantations de la basse vallée du Danube sont incendiées et abandonnées, tandis que les agglomérations proto-urbaines de la culture de Cucuteni-Trypillia s'entourent de fortifications et s'éloignent vers l'est et le Dniepr. Les bergers des steppes, locuteurs du proto indo-européen, se répandent dans la basse vallée du Danube vers 4200 à 4000 av. J.-C., où ils seraient représentés par la culture de Cernavodă.